# فيليكي موستي
فيليكي موستي (Великі Мости) هي مدينة في مقاطعة لفيفسكا في أوكرانيا.
يبلغ عدد سكانها حوالي 5891 نسمة.